# Fitzgerald Stream
Koordinaten: 77° 16′ S, 166° 21′ O
Der Fitzgerald Stream ist ein Fluss auf der antarktischen Ross-Insel. Er fließt von den unteren, eisfreien Hängen des Mount Bird zwischen dem Fitzgerald Hill und dem Inclusion Hill über den McDonald Beach zum McMurdo-Sund.
Teilnehmer einer von 1958 bis 1959 dauernden Kampagne im Rahmen der New Zealand Geological Survey Antarctic Expedition erkundeten ihn. Das New Zealand Antarctic Place-Names Committee benannte ihn nach E. B. Fitzgerald, dem stellvertretenden Leiter der Kampagne.